# Afrolychas burdoi
Espèce
Synonymes
- Isometrus burdoi Simon, 1882
- Lychas burdoi (Simon, 1882)
- Lychas burdoi rugulosus Birula, 1915
- Lychas burdoi rhodesianus Lawrence, 1938
- Babycurus ornatus Werner, 1936

Afrolychas burdoi est une espèce de scorpions de la famille des Buthidae.

## Distribution
Cette espèce se rencontre en Tanzanie, au Kenya, en Centrafrique, au Congo-Kinshasa, en Zambie, au Malawi, au Mozambique et au Zimbabwe.

## Description
Le mâle décrit par Kovařík en 1997 mesure 31,4 mm et les femelles 32,5 et 36,3 mm. Afrolychas burdoi mesure de 25 à 40 mm.

## Systématique et taxinomie
Cette espèce a été décrite sous le protonyme Isometrus burdoi par Simon en 1882. Elle est placée dans le genre Archisometrus par Kraepelin en 1891, dans le genre Lychas par Pocock en 1900 puis dans le genre Afrolychas par Kovařík en 2019.

## Étymologie
Cette espèce est nommée en l'honneur d'Adolphe Burdo.

## Publication originale
- Simon, 1882 : « Récoltes entomologiques de M. A. Burdo, sur le trajet de Zanzibar aux grands lacs. Arachnides. » Annales de la Société Royale Belge d'Entomologie, vol. 26, p. 58-61.